# Czarna Średnia (gromada)
Czarna Średnia – dawna gromada, czyli najmniejsza jednostka podziału terytorialnego Polskiej Rzeczypospolitej Ludowej w latach 1954–1972.
Gromady, z gromadzkimi radami narodowymi (GRN) jako organami władzy najniższego stopnia na wsi, funkcjonowały od reformy reorganizującej administrację wiejską przeprowadzonej jesienią 1954 do momentu ich zniesienia z dniem 1 stycznia 1973, tym samym wypierając organizację gminną w latach 1954–1972.
Gromadę Czarna Średnia z siedzibą GRN w Czarnej Średniej utworzono – jako jedną z 8759 gromad – w powiecie siemiatyckim w woj. białostockim, na mocy uchwały nr 21/V WRN w Białymstoku z dnia 4 października 1954. W skład jednostki weszły obszary dotychczasowych gromad Czarna Średnia, Czarna Cerkiewna, Czarna Wielka, Siemiony i Targowisk ze zniesionej gminy Dołubowo w tymże powiecie. Dla gromady ustalono 16 członków gromadzkiej rady narodowej.
31 grudnia 1961 do gromady Czarna Średnia przyłączono obszar zniesionej gromady Dołubowo.
Gromadę Czarna Średnia zniesiono 1 stycznia 1972, a jej obszar włączono do gromad Dziadkowice (wsie Dołubowo, Siedlece, Smolugi i Zamianowo oraz 241 oddział lasów państwowych Nadleśnictwa Państwowego w Rutce) i Grodzisk (wsie Czarna Cerkiewna, Czarna Średnia, Czarna Wielka, Dołubowo-Wyręby, Siemiony i Targowisk oraz obszar lasów państwowych Nadleśnictwa Państwowego w Rutce, obejmujący następujące oddziały 103, 104, 119, 120, 129—138, 144—151, 155—164, 167—198, 201—205, 211—215, 219—221, 228, 235 i 242—258).